# 新沙洞の虎
新沙洞の虎（シンサドンのとら、신사동호랭이 / 新沙洞虎狼이（シンサドンホレンイ、シンサドンホレンギ）、Shinsadong Tiger、S.Tiger、1983年6月3日 - 2024年2月23日）は、大韓民国の作曲家、音楽プロデューサーである。また、TRエンターテインメントの代表プロデューサーである。本名はイ・ホヤン(이호양)。
2005年よりThe Jaduの〈남과 여(男と女)〉にて作曲家デビューした。

## 来歴
1983年6月3日、慶尚北道浦項市で生まれる。本名はイ・ホヤン（이호양,李浩楊）。中学生の時から音楽に傾倒し、高校生の頃、歌手志望生で活動。SMエンタテインメント、YGエンターテインメント、JYPエンターテインメントの各オーディションに合格した経歴がある。
その後はBEAST（現HIGHLIGHT）やT-ARA、APINK、EXID、4Minute、MOMOLANDなど多数の人気グループの楽曲制作を手がけ、国内を代表する有名プロデューサーになった。現在まで作曲した曲は、国内音楽番組で通算100回以上1位を獲得している。特にEXIDは彼がデビュー当初からプロデュースしたグループであり、2019年の契約満了までバナナカルチャーの代表プロデューサーとしてEXIDに楽曲を提供し続けた。
2021年には自主制作グループTRI.BEをデビューさせ、現在も彼女らの所属事務所TRエンターテインメントの代表プロデューサーとしてTRI.BEに楽曲を提供している。
2024年2月23日に知人が連絡できないとして訪れたところに遺体が発見された。40歳没。

## 芸名の由来
「신사동호랭이（新沙洞の虎）」とは、彼がネットゲームを行う際に使用したIDに由来する。当時のネットIDは、自分の住んでいる場所の地名と自身のニックネームを付けるのがトレンドであったため、彼が当時住んでいた「新沙洞」と彼の本名であるホヤンをもじった「ホレンギ（虎）」とした。

## ディスコグラフィ

### デジタル・シングル
- 2011年：Supermarket – The Half（BEASTクレジット）
- 2011年：スーパー ヒーロー（新沙洞の虎 and Mighty Mouth）

## 作曲列表
EXID/Dasoni（タイトル曲のみ表示）
- Whoz That Girl
- 매일 밤（毎晩）
- GOOD BYE（Dasoni）
- Up & Down
- Ah Yeah
- HOT PINK
- L.I.E
- Night Rather Than Day
- DDD
- LADY
- I LOVE YOU
- Me＆You
- FIRE

TRI.BE（タイトル曲のみ表示）
- DOOM DOOM TA
- RUB-A-DUM
- WOULD YOU RUN
- KISS
- WE ARE YOUNG
- Diamond

MOMOLAND
- Bboom Bboom
- BAAM
- I’m so hot

JADU
- 남과 여

BEAST（現HIGHLIGHT）
- Beast Is The B2ST
- Bad Girl
- Mystery
- 아직은
- Just Before Shock
- Shock
- Special
- Mastermind
- 숨
- Lights go on again
- Beautiful
- 니가 제일 좋아
- Lightless
- The Fact
- Fiction
- Midnight（별 헤는 밤）

T-ara
- One & One
- Bo Peep Bo Peep
- I'm In Pain（내가 너무 아파）
- 몰라요（わからない）
- Roly-Poly
- Lovey-Dovey
- Sexy Love
- 넘버나인（No.9）
- 1977 기억 안나（1977 思い出せなくて）
- 나 어떡해（私、どうしよう）
- SUGAR FREE（슈가프리）

Apink
- My My
- Yeah
- Wishlist
- STEP
- I GOT YOU
- NoNoNo
- LUV
- Remember
- Bye Bye

4Minute / 2Yoon
- Hot Issue
- Muzik
- Change
- HUH
- I My Me Mine
- 거울아 거울아
- Heart to Heart
- Volume Up
- 24/7（2Yoon）
- First
- Very Hot(feat.リウォン)（ヒョナ）
- Change（ヒョナ）
- Bubble Pop!（ヒョナ）
- Downtown（ヒョナ）

Trouble Maker
- Trouble Maker
- 내일은 없어（明日はない）（Now）

TAN
- HEARTBEAT
- HYPERTONIC

パク・ジョンミン
- Not Alone
- Do You Know（넌 알고 있니）

Jewelry
- One More Time
- The Cradle Song
- 全都安靜（모두 다 쉿!）
- Rhythm HA !!!
- Look At Me

Secret
- Magic
- TALK THAT

IU
- あらかじめメリークリスマス（Feat. チョンドゥン Of MBLAQ）【미리 메리 크리스마스】

コヨーテ
- 더!

チャン・ウヒョク
- oH, No!（Feat.기상）
- 시간이 멈춘 날（*）

パク・ミョンス
- Fyah（feat.길）

キム・ドンワン
- 夏天真好여름이 좋아（Feat.앤디）

Mighty Mouth
- 에너지（feat.선예）
- Come on Come（Feat.JJ）

DMTN
- 그 남자는 반대

Dynamic Black
- Yesterday

Ailee
- U & I

Dal★Shabet
- B.B.B（Big baby baby）

DIA
- woo woo
- WOOWA

VIXX
- Rock Ur Body
- 대답은 너니까（ONLY U）（答えはキミだから）
- 빈틈（KEN & Hani）

イム・チャンジョン
- 문을 여시오

Fiestar
- I Don't Know（아무것도 몰라요）
- One More（하나 더）
- You're Pitiful（짠해）
- 타이트해（So Tight）

F-ve Dolls
- 네가 없이도（君がいなくても）
- LOV

C-CLOWN
- 암행어사（Justice）（暗行禦使）

SPEED
- Zombie Party
- Lovey-Dovey Plus
- IT`S OVER（Feat. パク・ボヨン）
- Look At Me Now（룩 앳 미 나우）

Led apple
- 어쩌다 마주친
- 〈Time Is Up)
- 바람따라
- 둘도 없는 바보

C-REAL
- 그러지 좀 마

L.E.O
- Love Train（Feat.김형준）

キム・ジョングク
- 사랑에 취해（愛に酔って）（feat.주석）

Eru
- 인사말

ナ·ユングォン
- It's Allright

ヒョニョン（玄英）
- Draw Out

マリオ
- 두서없는 노래（とりとめのない歌）
- 너만 괜찮다면（君よろしければ）

별（星）
- Kiss Day

MCモン
- 옛날 옛적에

유리
- 젖은 나비

キム・ワンソン
- Be Quiet

パク・ムジン
- 달라 달라

Wonder Boyz
- 문을 여시오（Open the door）

G.NA
- 그만해요

A.KOR
- Always

CRAYON POP
- FM

イ・スンチョル
- 그리움만 쌓이네

ハン・ヘジュン
- QnA（With 티파니 Of 소녀시대） Boys Republic
- Pump
- 가운데